# 绍尔基卡波尔瑙
绍尔基卡波尔瑙，是匈牙利沃什州所辖的一个村，总面积8.86平方公里，总人口269，人口密度30.4人/平方公里（2010年1月1日）。